# Laura Vandevoorde
Pour les articles homonymes, voir Vandevoorde.
Laura Vandevoorde, née le 26 novembre 1998 à Gand, est une tumbleuse belge.

## Carrière
Aux Championnats d'Europe 2021 à Sotchi, elle remporte la médaille de bronze en tumbling par équipes avec Tachina Peeters et Evi Milh.
Aux Championnats du monde 2021 à Bakou, elle remporte la médaille d'argent en tumbling par équipes avec Tachina Peeters, Sofie Rubbrecht et Louise Van Regenmortel,.
Elle est médaillée de bronze en tumbling par équipes aux Championnats d'Europe 2022 à Rimini.